# Utetheisa thyter
Utetheisa thyter är en fjärilsart som beskrevs av Butler 1877. Utetheisa thyter ingår i släktet Utetheisa och familjen björnspinnare. Inga underarter finns listade i Catalogue of Life.